# HD50643
HD50643 — хімічно пекулярна зоря спектрального класу A3, що має видиму зоряну величину в смузі V приблизно  6,1.
Вона  розташована на відстані близько 458,1 світлових років від Сонця.

## Фізичні характеристики
Зоря HD50643 обертається 
порівняно повільно 
навколо своєї осі. Проєкція її екваторіальної швидкості на промінь зору становить  Vsin(i)= 21км/сек.